# Macella concolor
Macella concolor är en fjärilsart som beskrevs av Emilio Berio 1966/67. Macella concolor ingår i släktet Macella och familjen nattflyn. Inga underarter finns listade i Catalogue of Life.